# Quận Grant, Minnesota

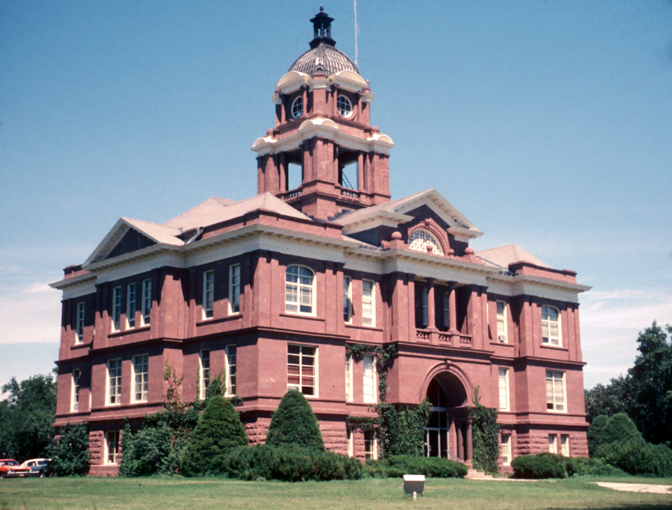
Tòa án quận Grant

Quận Grant là một quận thuộc tiểu bang Minnesota, Hoa Kỳ.
Quận này được đặt tên theo tướng Ulysses S. Grant. Theo điều tra dân số của Cục điều tra dân số Hoa Kỳ năm 2000, quận có dân số 6289 người. Quận lỵ đóng ở Elbow Lake.6.

## Địa lý
Theo Cục điều tra dân số Hoa Kỳ, quận có diện tích 1409 km2, trong đó có 75 km2 là diện tích mặt nước.

### Các xa lộ chính
| - Interstate 94 - U.S. Highway 52 - U.S. Highway 59 - Minnesota State Highway 9 | - Minnesota State Highway 27 - Minnesota State Highway 54 - Minnesota State Highway 55 - Minnesota State Highway 78 - Minnesota State Highway 79 |

### Quận giáp ranh
- Quận Otter Tail (bắc)
- Quận Douglas (đông)
- Quận Pope (đông nam)
- Quận Stevens (nam)
- Quận Traverse (tây nam)
- Quận Wilkin (tây bắc)